# Gymnasium Kirchseeon
Das Gymnasium Kirchseeon (kurz: GymKi) ist das vierte Kreisgymnasium im Landkreis Ebersberg in Kirchseeon. Nachbargymnasien sind das Franz-Marc-Gymnasium, das Max-Mannheimer-Gymnasium Grafing und das Humboldt-Gymnasium Vaterstetten.

## Geschichte

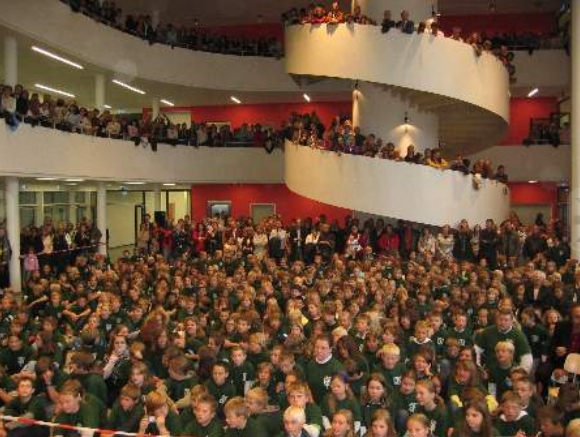
Aula am 1. Schultag (16. September 2008)

Die Schüler sowie die Gründungsschulleiterin Gabriele Söllheim und das Gründungskollegium wurden am ersten Schultag vom damals amtierenden Kultusminister Siegfried Schneider begrüßt. Die offizielle Einweihung fand dann am 26. November 2008 in Anwesenheit von dessen Nachfolger Ludwig Spaenle statt.
Im ersten Schuljahr (2008/09) wurde die Schule von rund 440 Schülern, die die fünfte bis siebte Jahrgangsstufe umfassten, besucht. Im darauf folgenden Schuljahr wuchs die Schülerschaft auf rund 620 an.
Das Gründungskollegium umfasste 27 Lehrkräfte, im zweiten Schuljahr waren es bereits 42 und 2012 dann 68.
2014 absolvierte der erste Oberstufenjahrgang die Abiturprüfung.
Am 26. Dezember 2015 verstarb die Gründungsschulleiterin Gabriele Söllheim im Alter von 55 Jahren. Die Schulleiterin Simone Voit trat ihre Nachfolge zu Beginn des Schuljahres 2016/2017 an und wurde zum Schuljahr 2024/25 von Christian Czempinski abgelöst.

## Sprachenfolge
Die Schule bietet sowohl die naturwissenschaftlich-technologische als auch sprachliche Ausbildungsrichtung an. Eine Besonderheit der Sprachenwahl besteht darin, dass vier Fremdsprachen zur Auswahl stehen: Latein, Englisch, Französisch und Spanisch. Von diesen vier Fremdsprachen können maximal drei gewählt werden und müssen mindestens zwei belegt werden. Englisch ist dabei verpflichtend erste Fremdsprache. Als zweite Fremdsprache kann nur Latein oder Französisch gewählt werden.
Seit dem Schuljahr 2015/16 wird Chinesisch für Schüler, die ihre zweite Fremdsprache hierfür abwählen, als spätbeginnende Fremdsprache angeboten.

## Ausstattung
Das Gymnasium verfügt über drei Chemiesäle, zwei Biologiesäle, zwei Physiksäle, zwei Informatikräume, zwei Musikräume, zwei Kunsträume, eine Sporthalle (2-teilig), zwei Chemieübungsräume, zwei Physikübungsräume, zwei große Mehrzweckräume.
Des Weiteren besitzt das Gymnasium eine Mensa, in der jeden Tag zwei unterschiedliche Gerichte angeboten werden, eines davon vegetarisch. Außerdem gibt es eine Schulbibliothek, die sowohl Kinder- und Jugendliteratur als auch fachspezifische Literatur bietet.

## Bauliche Situation
Das Gymnasium wurde als erstes seiner Art im PPP-Verfahren (Public-Private-Partnership-Verfahren) in einer Bauzeit von knapp über einem Jahr (Mai 2007 bis September 2008) erbaut. In der Aula befindet sich eine freie Wendeltreppe. Architekten des Hauses sind die Münchner Fritsch + Tschaidse.

## Auszeichnungen
- 2009 gewann eine Klasse (damalige 6d) den Wettbewerb Die beste Klasse Deutschlands.[9]